# Katakombe (Jože Kranjc)
Dramo Katakombe je leta 1934 napisal slovenski pisatelj in dramatik Jože Kranjc.

## Osebe
- Tomaž, mizar
- Marjeta, Tomaževa žena
- Martin, tajnik strokovnih organizacij
- Študent
- Adolf, pisatelj
- Francka, dekla
- Senica
- Berač
- Otrok
- Detektiv
- Stražnik
- Električar

## Vsebina

### 1. dejanje
Senica godrnja, prej so bili vesela in prijazna skupnost, odkar pa je k njim v katakombe prišel Adolf, jih je z idejo o preobračanju sveta vse zmešal, še posebej študenta, ki je pobegnil od doma, da bi pomagal ubogim, soustvarjal novo dobo, reševal duše. Senica se posmehuje, zanj je vse na tem svetu neresno, edino, kar velja, je živo življenje, ki ne pozna nobenih idej! Sam je zmeraj dobre volje, pije in ve, da je vse prav, dokler je živ – vse ima rad in nikogar ne sovraži. Adolfu, ki mu bodo pravkar igrali igro v gledališču, pa ne zaupa, zapustil jih bo, brž ko bo dosegel uspeh. Vse kaže, da ima Senica prav, Adolf se izmika Francki, ki ji je obljubil poroko, izmika se tovarišem noče, da bi prišli na njegovo predstavo, skupaj da bodo slavili potem, v katakombah; pisatelj da  mora biti svoboden, nevezan, posvečen le borbi za delovno ljudstvo. Martin je iz drugačnega testa, on res veruje, da se bo iz katakomb prevrnil svet, kakor se je že nekoč; vsem daje pogum, tudi Tomažu, ki so ga po desetih letih dela dpustili iz tovarne. Zdaj so to res prave katakombe.

### 2. dejanje
Prebivalci krasijo katakombe, da bi po predstavi čim bolj počastili Adolfa, Francka je praznično razburjena, saj se bosta ta večer z Adolfom nekako zaročila. Da bi lažje dočakali, zaigrajo zadnje dejanje Adolfove igre, ki nosi naslov Zmaga pravice, prikazuje pa obravnavo zoper dekle (Mileno), ki je ubilo svojega ljubimca. Senica kot tožilec zahteva najvišjo kazen, Martin kot zagovornik nasprotuje; treba je pogledati vzroke dejanja, ne le posledice. Ljubimec je Mileno izdal, jo zapustil, nato pa še ponižal njeno resnično ljubezen, dekle je izgubilo vse, bilo ji je vseeno – bi bilo mar bolje, da bi ubila sebe? Morda res, saj ti tako ubila svojo bolečino ... Francki se te besede globoko vtisnejo v zavest, ko odhiti v gledališče, da bi pričakala ljubega. A vrne se sama in obupana: Adolfa je našla v imenitni družbi, smejal se ji je, češ ne boste me dobili pod zemljo nazaj … Razočaranje je strašno, dekle ihte zbeži.

### 3. dejanje
Skupnost razpada, odhaja tudi Martin, da bi se umaknil policiji, ki ga je v katakombah že iskala, Tomaž je zagrenjen in poln besa, Francka čudno zmedena, študent ves razboljen, ker čuti bolečine vseh, storiti pa ne more nič. Ko pride oče ponj, noče zapustiti katakomb: ne more delati zoper svojo vest in prepričanje. Tlačili so vanj svojo moralo, ni jim bilo mar zanj, živeli so le za svoje družbene manire – zato je odšel in bil tu srečen! Oče mu mirno odgovori, da je svet razdeljen na dva dela, človek pa je od usode priklenjen na svoje interese in ne more zamenjavati svetov po svoji volji. Če kaj stori, lahko stori le v svojem svetu, v tujem se mu moč pretvarja v nemoč. Študent, ki je svojo nemoč dodobra izkusil, brezvoljno odide z očetom, Senica pa modruje: življenje je močnejše od človeka, sistem da določa, sam pa lahko vse to le gleda in čaka … Zunaj kričanje, Marjeta na smrt preplašena prihiti in pove, da se je Francka ubila, skočila je skozi okno.